# 国窖1573
国窖1573是泸州老窖股份有限公司旗下的高端白酒品牌。其源自中国全国重点文物保护单位——始建于公元1573年、连续使用至今、原址原貌保护完整的窖池群。